# Arsaciodes rufa
Arsaciodes rufa är en fjärilsart som beskrevs av William Schaus 1912. Arsaciodes rufa ingår i släktet Arsaciodes och familjen nattflyn. Inga underarter finns listade i Catalogue of Life.